# Stazione di Cesenatico
Stazione di Cesenatico vasútállomás Olaszországban, Cesenatico településen.

## Vasútvonalak
Az állomást az alábbi vasútvonalak érintik:
- Ferrara–Rimini-vasútvonal

## Kapcsolódó állomások
A vasútállomáshoz az alábbi állomások vannak a legközelebb:
- Stazione di Cervia-Milano Marittima
- Stazione di Gatteo a Mare